# Freestyle ai XXII Giochi olimpici invernali - Slopestyle femminile
La gara di slopestyle femminile di freestyle dei XXII Giochi olimpici invernali di Soči si è disputato l'11 febbraio 2014 sul tracciato di Krasnaja Poljana.
Questa competizione era presente per la prima volta ai Giochi olimpici, mentre dal 2011 fa parte del programma dei Mondiali. 
Campionessa olimpica si è laureata la canadese Dara Howell, che ha preceduto la statunitense Devin Logan, medaglia d'argento, e l'altra canadese Kim Lamarre, medaglia di bronzo.

## Programma
Gli orari sono in UTC+4.
| Giorno      | Ora   | Turno          |
| ----------- | ----- | -------------- |
| 11 febbraio | 10:00 | Qualificazione |
| 11 febbraio | 13:00 | Finale         |

## Risultati
Q — Qualificata per il turno successivo

### Qualificazioni
| Pos. | #  | Atleta                   | Nazione       | Gara 1 | Gara 2 | Migliore | Note |
| ---- | -- | ------------------------ | ------------- | ------ | ------ | -------- | ---- |
| 1    | 2  | Dara Howell              | Canada        | 88,80  | 35,20  | 88,80    | Q    |
| 2    | 16 | Kim Lamarre              | Canada        | 85,40  | 38,00  | 85,40    | Q    |
| 3    | 12 | Katie Summerhayes        | Gran Bretagna | 81,40  | 84,00  | 84,00    | Q    |
| 4    | 20 | Yuki Tsubota             | Canada        | 76,60  | 81,00  | 81,00    | Q    |
| 5    | 4  | Devin Logan              | Stati Uniti   | 79,40  | 80,40  | 80,40    | Q    |
| 6    | 5  | Emma Dahlström           | Svezia        | 9,20   | 79,20  | 79,20    | Q    |
| 7    | 32 | Anna Segal               | Australia     | 75,40  | 78,80  | 78,80    | Q    |
| 8    | 30 | Julia Krass              | Stati Uniti   | 78,40  | 39,20  | 78,40    | Q    |
| 9    | 11 | Eveline Bhend            | Svizzera      | 67,20  | 77,20  | 77,20    | Q    |
| 10   | 18 | Camillia Berra           | Svizzera      | 74,40  | 74,80  | 74,80    | Q    |
| 11   | 3  | Keri Herman              | Stati Uniti   | 27,40  | 72,40  | 72,40    | Q    |
| 12   | 6  | Silvia Bertagna          | Italia        | 70,60  | 11,80  | 70,60    | Q    |
| 13   | 8  | Dominique Ohaco          | Cile          | 69,60  | 51,40  | 69,60    |      |
| 14   | 1  | Lisa Zimmermann          | Germania      | 20,00  | 67,20  | 67,20    |      |
| 15   | 26 | Anna Willcox-Silfverberg | Nuova Zelanda | 62,40  | 34,40  | 62,40    |      |
| 16   | 19 | Philomena Bair           | Austria       | 57,60  | 20,00  | 57,60    |      |
| 17   | 29 | Julia Marino             | Paraguay      | 36,40  | 25,60  | 36,40    |      |
| 18   | 28 | Natália Šlepecká         | Slovacchia    | 34,60  | 32,60  | 34,60    |      |
| 19   | 33 | Kaya Turski              | Canada        | 14,60  | 28,00  | 28,00    |      |
| 20   | 13 | Zuzana Stromková         | Slovacchia    | 24,40  | 20,20  | 24,40    |      |
| 21   | 31 | Anna Mirtova             | Russia        | 17,40  | 21,60  | 21,60    |      |
| 22   | 27 | Chiho Takao              | Giappone      | 10,00  | 8,60   | 10,00    |      |

### Finale
| Pos.    | #  | Atleta            | Nazione       | Gara 1 | Gara 2 | Migliore |
| ------- | -- | ----------------- | ------------- | ------ | ------ | -------- |
| Oro     | 2  | Dara Howell       | Canada        | 94,20  | 48,40  | 94,20    |
| Argento | 4  | Devin Logan       | Stati Uniti   | 85,40  | 30,00  | 85,40    |
| Bronzo  | 16 | Kim Lamarre       | Canada        | 15,00  | 85,00  | 85,00    |
| 4       | 32 | Anna Segal        | Australia     | 77,00  | 28,80  | 77,00    |
| 5       | 5  | Emma Dahlström    | Svezia        | 72,80  | 75,40  | 75,40    |
| 6       | 20 | Yuki Tsubota      | Canada        | 71,60  | 28,40  | 71,60    |
| 7       | 12 | Katie Summerhayes | Gran Bretagna | 19,40  | 70,60  | 70,60    |
| 8       | 6  | Silvia Bertagna   | Italia        | 69,60  | 21,80  | 69,60    |
| 9       | 11 | Eveline Bhend     | Svizzera      | 58,40  | 63,20  | 63,20    |
| 10      | 3  | Keri Herman       | Stati Uniti   | 50,00  | 35,40  | 50,00    |
| 11      | 30 | Julia Krass       | Stati Uniti   | 42,40  | 38,60  | 42,40    |
| 12      | 18 | Camillia Berra    | Svizzera      | 5,60   | 30,40  | 30,40    |